# Clorbartonite
La clorbartonite è un minerale.